# Guilherme José Enes
Guilherme José Enes ComC (Lisboa - 13 de Agosto de 1893) foi um médico militar e empresário comercial português.

## Família
Filho de José Enes e de sua mulher Guilhermina Maria Rosa.

## Biografia
Médico Militar, Negociante, Diretor do Banco de Portugal e Comendador da Ordem Militar de Cristo.

## Casamento e descendência
Casou a 8 de Maio de 1842 com Juana de la Cruz (Joana da Cruz) de Orta (Alosno, 11 de Julho de 1823 - 10 de Maio de 1890), filha do 1.º Visconde de Orta, da qual teve três filhos e três filhas: 
- Guilherme José de Orta Enes (Lisboa, 25 de Março de 1843 - ?), Representante do Título de Visconde de Orta, Grande-Oficial da Ordem Militar de Avis como General de Brigada do Quadro de Reserva a 1 de Julho de 1905(7) (Ordem do Exército, 1907(5), 2.ª Série, n.º 12, p. 153)[7], sem mais notícias
- Joana de Orta Enes (Lisboa, 17 de Março de 1844 - ?), casou aos 17 anos de idade, tendo enviuvado aos 18, sem geração
- Virgínia de Orta Enes (Lisboa, 30 de Junho de 1846 - ?), solteira e sem geração
- António José de Orta Enes (Lisboa, 15 de Agosto de 1848 - Sintra, Queluz, 6 de Agosto de 1901)
- Alfredo de Orta Enes (Lisboa, 11 de Agosto de 1851 - ?), sem mais notícias
- Maria Cristina de Orta Enes (Lisboa, 28 de Fevereiro de 1856 - 17 de Setembro de 1884), casada em 1879 com João Henrique Ulrich, Jr. (Rio de Janeiro, 22 de Novembro de 1851 - Lisboa, 19 de Janeiro de 1895), do qual teve três filhos e uma filha